# Andreas Ioannides (pomorski častnik)
Andreas Ioannides (grško Ανδρέας Ιωαννίδης), grško-ciprski pomorski častnik, * 1958, † 11. julij 2011.
Ioannides, ki je bil poveljnik Ciprske vojne mornarice, je umrl 11. julija 2011 v eksploziji v Pomorski bazi Evangelos Florakis.

## Življenjepis
Leta 1977 je vstopil v Helensko pomorsko akademijo, katero je končal leta 1981 s činom ensigna. Pozneje je končal še različna usposabljanja v grških šolah za specialne sile in poveljniško-štabnih šolah.
Sprva je služil kot častnik na ladjah, nato postal poveljnik baterij MM40 Exocet, bil vodja Štabno-operacijskega direktorata Ciprskega pomorskega poveljstva, bil vodja Poveljstva nadzora obale, vodja Poveljstva vojnih ladij in namestnik poveljnika Ciprskega pomorskega poveljstva, dokler ni bil 20. avgusta 2008 imenoval za poveljnika Ciprskega pomorskega poveljstva..